# Gibson Explorer
Gibson Explorer je typ elektrické kytary, který byl představen roku 1958 firmou Gibson. Explorer nabízel zásadní "futuristický" design podobně jako jeho příbuzný Flying V.
Model nebyl zprvu prodávaný a tak byla výroba v roce 1959 ukončena, nicméně od roku 1976 firma Gibson typ Explorer začala vyrábět znovu, protože jiné firmy (např. Hamer Guitars) měly s prodejem podobných modelů úspěch. Tak se Explorer nakonec stal oblíbeným nástrojem mezi hard-rockovými a heavy-metalovými hudebníky 70. a 80. let.